# 1001 (szám)
Az 1001 (római számmal: MI) egy természetes szám.

## A szám a matematikában
A tízes számrendszerbeli 1001-es a kettes számrendszerben 1111101001, a nyolcas számrendszerben 1751, a tizenhatos számrendszerben 3E9 alakban írható fel.
Az 1001 páratlan szám, összetett szám, azon belül szfenikus szám, kanonikus alakban a 71 · 111 · 131 szorzattal, normálalakban az 1,001 · 103 szorzattal írható fel. Nyolc osztója van a természetes számok halmazán, ezek növekvő sorrendben: 1, 7, 11, 13, 77, 91, 143 és 1001.
A {\displaystyle {14 \choose 4}}, illetve {\displaystyle {14 \choose 10}} binomiális együttható értéke 1001.
Az 1001 palindromszám.
Ötszögszám, húszszögszám és pentatópszám.
29 különböző szám valódiosztó-összegeként áll elő, ezek közül a legkisebb a 2991.

## A szám a kultúrában
- Az Ezeregyéjszaka meséi

## A szám a csillagászatban
- 1001 Gaussia kisbolygó